# Южная Аравия
Южная Аравия (араб. جنوب الجزيرة العربية‎) — историко-географическая область, которая находится на юге Аравийского полуострова в основном на территории современного Йемена, но также регион исторически включает Наджран, Джизан и Асир, которые в настоящее время находятся на территории современной Саудовской Аравии. Также регион исторически включает в себя мухафазу Дофар в Омане.

## Население
Население Южной Аравии имеет более сложный этногенез, чем остальное население полуострова, в результате которого для местных народностей характерен ряд исторически сложившихся расовых (признаки негроидной и эфиопской рас), этнических (потомки населения древних государств — Аусан, Катабан, Маин, Саба, Хадрамаут, Химьяр) и лингвистических (южноаравийские языки: махри, сокотри, шехри и др.) особенностей.